# Neunforn
Neunforn, im ostschweizerischen Ortsdialekt Nüüfere [ˈnyːfərə], ist eine politische Gemeinde im Bezirk Frauenfeld des Schweizer Kantons Thurgau. Von 1803 bis 1995 war  Neunforn eine Munizipal- und dann von 1996 bis 2002 eine Einheitsgemeinde. Die zur politischen Gemeinde Neunforn gehörenden Ortschaften Oberneunforn und Niederneunforn sowie die Siedlung Wilen bei Neunforn und der Weiler Fahrhof liegen auf den Höhen im unteren Thurtal und waren bis Ende 1995 eigenständige Ortsgemeinden innerhalb der Munizipalgemeinde Neunforn.
Nicht zu verwechseln sind die Gemeinde Neunforn beziehungsweise dessen Ortschaften Ober- und Niederneunforn mit der in der politischen Gemeinde Herdern liegenden Ortschaft und ehemals selbstständigen Ortsgemeinde Lanzenneunforn. Dieses trägt nur den sprachwissenschaftlich gleichen Namen, hat aber nie zu Neunforn gehört.

## Geschichte

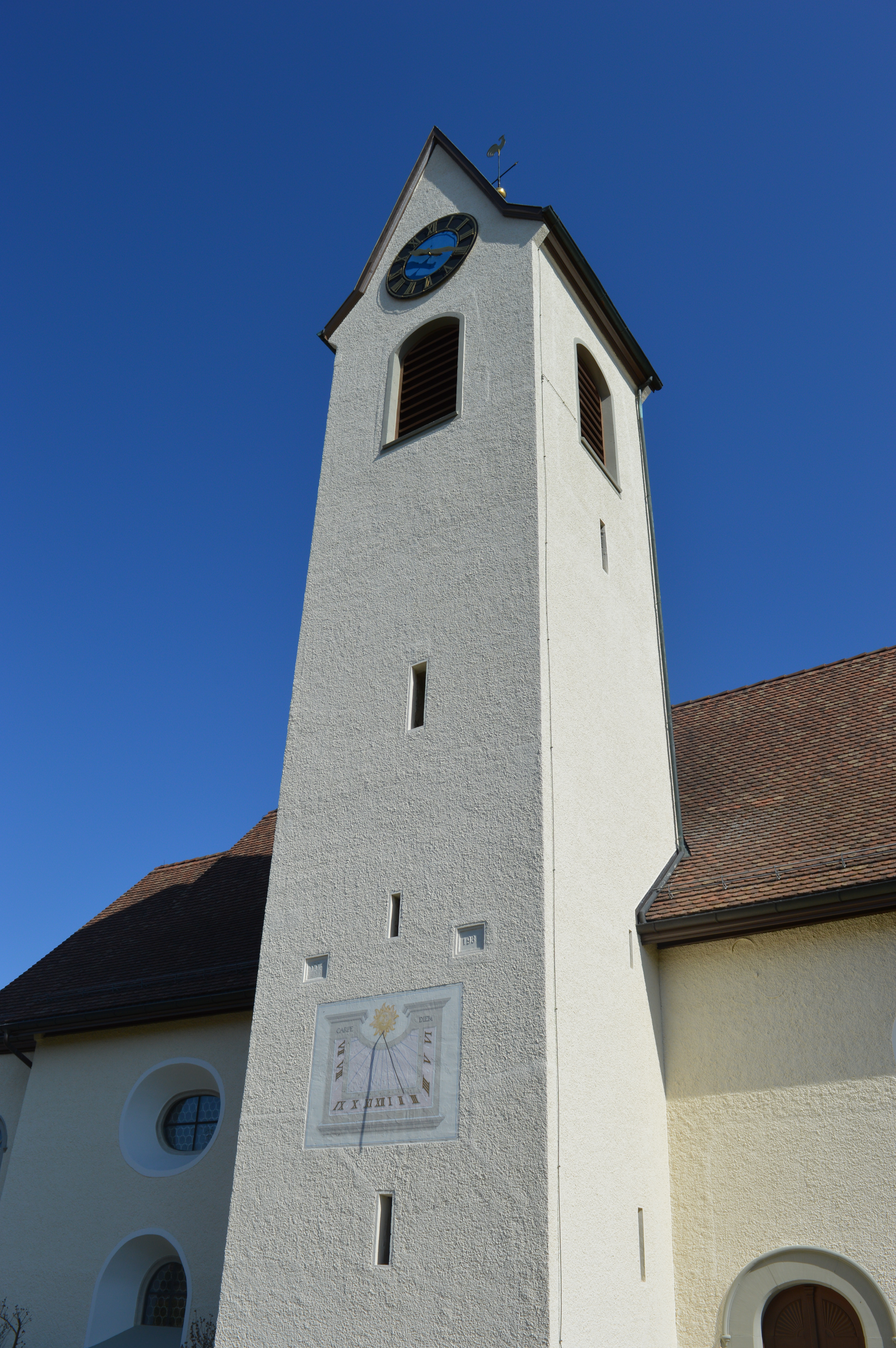
Die evangelische Kirche Oberneunforn war stets für Ober- und Niederneunforn zuständig.

Neunforn wurde erstmals 962 als in Niuvora erwähnt. Es handelt sich um eine Bildung aus dem althochdeutschen Adjektiv niuwi «neu» und einem Gattungswort, das entweder auf althochdeutsch *faro «wer fährt, geht» oder auf althochdeutsch furuh «Furche, Ackerland» zurückgeht. Im ersteren Fall bedeutet der Ortsname «bei den Neusiedlern, bei den Neuankömmlingen», im letzteren Fall «bei den neuen Furchen, beim neuen Ackerland». Beide Erklärungen geben wider, dass Neunforn im Verhältnis zum älteren Stammheim eine Neusiedlung ist. Das Gemeindewappen bringt dagegen eine volksetymologische Deutung als «bei den neun Föhren» zum Ausdruck.
Die Geschichte von Niederneunforn und Oberneunforn ist eng miteinander verbunden.
963 bestand in Neunforn ein Gericht. Um 1250 verkauften die Freiherren von Teufen ihren Besitz in Neunforn an das Kloster Töss. Die Niedergerichte Ober- und Niederneunforn kamen um 1500 in eine Hand, ab 1554 gehörten sie den Stokar von Schaffhausen und 1694 bis 1798 der Stadt Zürich. Die politische Gemeinde Neunforn entstand 1996 aus der Fusion der Ortsgemeinden Niederneunforn, Oberneunforn und Wilen bei Neunforn sowie der Munizipalgemeinde Neunforn. Sie umfasst genau das ursprünglich zur Herrschaft Neunforn gehörende Gebiet. Bereits 1870 hatte sich die Ortsgemeinde Fahrhof Oberneunforn angeschlossen.
Die Kirchgemeinde umfasste Oberneunforn, Niederneunforn, Wilen und Burghof. 1265 ging sie als Schenkung an das Kloster Töss und wurde 1291 inkorporiert. Zürich hob dieses während der Reformation – der sich Neunforn 1525 anschloss – auf und übernahm bis 1843 die Kollatur.
Die Einwohner betrieben Acker- und Rebbau, daneben Forst-, Milch- und Viehwirtschaft. 2005 stellte die Landwirtschaft 38 % der Arbeitsplätze in der Gemeinde.
→ siehe auch Abschnitte Geschichte in den Artikeln Fahrhof, Niederneunforn, Oberneunforn und Wilen bei Neunforn

## Wappen

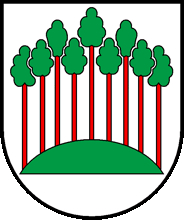
Ortsgemeinde Oberneunforn

Politische Gemeinde Neunforn

Blasonierung: In Weiss aus geradem grünem Schildfuss wachsend neun grüne Föhren mit schwarzen Stämmen.
Redendes Wappen, denn der Name Neunforn wird im Dialekt als Nüüfere ausgesprochen und klingt ähnlich wie neun Föhren.
Für das Regierungsgebäude des Kantons Thurgau in Frauenfeld stellte die Gemeinde 2012 das Wappen der ehemaligen Ortsgemeinde Oberneunforn zur Verfügung, ohne es jedoch zum Wappen für die politische Gemeinde zu erheben.

## Bevölkerung
| Hier fehlt eine Grafik, die leider im Moment aus technischen Gründen nicht angezeigt werden kann. Wir arbeiten daran! |

|                     | 1850 | 1850 | 1900 | 1950 | 1990 | 2000 | 2010 | 2018 |
| ------------------- | ---- | ---- | ---- | ---- | ---- | ---- | ---- | ---- |
| Politische Gemeinde |      |      |      |      |      | 926  | 968  | 1032 |
| Munizipalgemeinde   | 1303 | 1123 | 778  | 653  | 832  |      |      |      |

Von den insgesamt 1032 Einwohnern der Gemeinde Neunforn im Jahr 2018 waren 75 bzw. 7,3 % ausländische Staatsbürger. 605 (58,6 %) waren evangelisch-reformiert und 143 (13,9 %) römisch-katholisch.

## Wirtschaft
Im Jahr 2016 bot Neunforn 267 Personen Arbeit (umgerechnet auf Vollzeitstellen). Davon waren 25,1 % in der Land- und Forstwirtschaft, 59,5 % in Industrie, Gewerbe und Bau sowie 15,4 % im Dienstleistungssektor tätig.

## Verkehr
Eine Postautolinie führt von Oberneunforn zu den Bahnhöfen Stammheim und Ossingen an der Bahnstrecke Winterthur–Etzwilen sowie zum Bahnhof Andelfingen an der Bahnstrecke Schaffhausen–Winterthur.
Eine weitere Postautolinie verbindet Ober- und Niederneunforn mit dem Intercity-Bahnhof Frauenfeld an der Thurtallinie.
Zur Verkehrsberuhigung plant die Gemeinde seit 2019, fast flächendeckend Tempo-30-Zonen einzuführen. Das Einwendungsverfahren dazu ist im September 2020 zu Ende gegangen.

## Sehenswürdigkeiten
Die Dörfer Oberneunforn, Niederneunforn und Wilen bei Neunforn sowie der Weiler Fahrhof sind im Inventar der schützenswerten Ortsbilder der Schweiz aufgeführt.

## Persönlichkeiten
- Konrad Corradi (1813–1878), Landschaftsmaler
- Konrad Hörni (1847–1926), Unternehmer und Politiker

## Bilder
→ siehe Abschnitte Bilder in den Artikeln Fahrhof, Niederneunforn und Oberneunforn